# Mgławica emisyjna

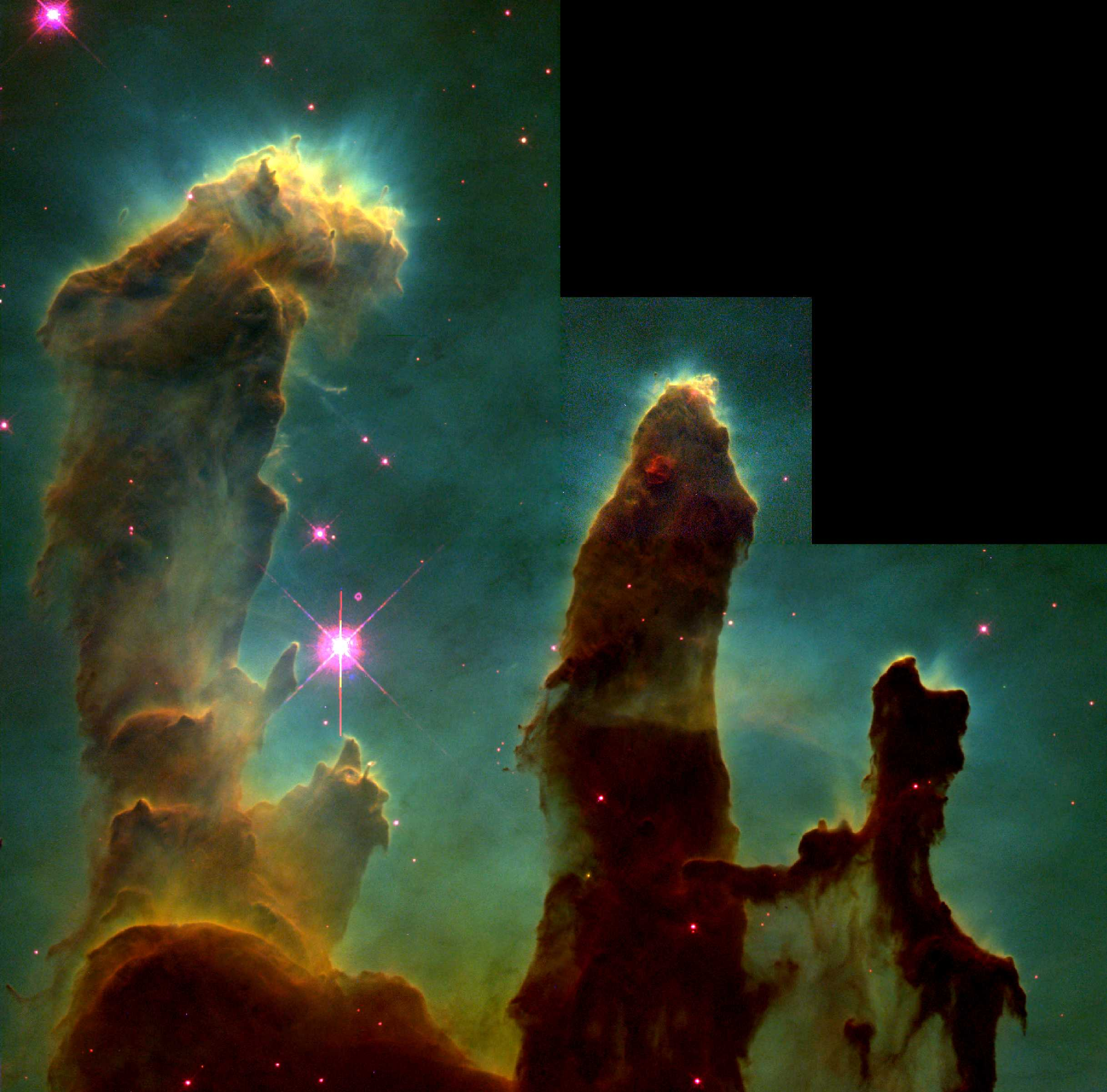
Filary Stworzenia w Mgławicy Orzeł rozświetlone młodymi gwiazdami

Mgławica emisyjna – wielka chmura (często o średnicy kilkuset lat świetlnych) świecącego gazu i plazmy. Mgławicami emisyjnymi mogą być obszary H II, gdzie duże ilości promieniowania ultrafioletowego emitują młode, gorące, niebieskie gwiazdy; oraz mgławice planetarne, gdzie umierająca gwiazda odrzuciwszy swoje zewnętrzne warstwy, odsłoniła jonizujące gaz jądro.
Obserwacje mgławic emisyjnych, występujących licznie poza Drogą Mleczną, są niezwykle istotne. Pozwalają między innymi określać odległości do sąsiednich galaktyk, oraz ich skład chemiczny.
Mgławice emisyjne często zawierają ciemniejsze obszary, czyniąc z nich obiekty bardzo ciekawe wizualnie. Przykładem jest Mgławica Ameryka Północna, w której kombinacja obszarów jasnych i ciemnych przypomina kontynent.
Bywają też mgławice zbudowane zarówno z regionów emisyjnych, jak i refleksyjnych (również ciemnych). Takim obiektem jest np. Mgławica Trójlistna Koniczyna.